# وزارت اقتصاد اسرائیل
وزارت اقتصاد اسرائیل (انگلیسی: Ministry of Economy، عبری: משרד הכלכלה‎، ت. «Misrad HaKalkala») یکی از وزارتخانه‌های دولت اسرائیل است که بر تجارت، صنعت و کار در اسرائیل نظارت دارد.